# پاولوس، ولیعهد یونان
پاولوس، ولیعهد یونان (یونانی: Παύλος؛ زادهٔ ۲۰ مهٔ ۱۹۶۷) نشان فیل، فرزند دوم و بزرگ‌ترین پسر کنستانتین دوم، آخرین پادشاه یونان از ۱۹۶۴ تا ۱۹۷۳ و آنه ماری یونان است. او در پی وفات پدرش در ۱۰ ژانویه ۲۰۲۳ در رئیس خانواده سلطنتی سابق یونان شد. او از زمان تولد وارث بلافصل تخت پادشاهی یونان و ولیعهد بود و که در زمان حکمرانی پدرش تا سرنگونی سلطنت ادامه یافت. او به عنوان یکی از نوادگان مذکر کریستیان نهم، یک شاهزاده دانمارکی نیز هست، گرچه از وارثان تاج‌وتخت پادشاهی دانمارک نیست.
ملکه سوفیای اسپانیا، عمه و ملکه مارگرته دوم دانمارک، خالهٔ پاولوس هستند.
وی همچنین دارندهٔ نشان‌هایی همچون نشان سنت جورج و کنستانتین، نشان ردیمر و نشان فیل شده‌است.